# ミシサガ族
ミシサガ族（Mississauga）はカナダ・オンタリオ州南部に居住する先住民族（ファースト・ネーション）。アニシナアベ族の一派であり、オジブワ族と近い。「ミシサガ」と言う名はアニシナーベ語で「大きな河口にいる者（Misi-zaagiing）」。

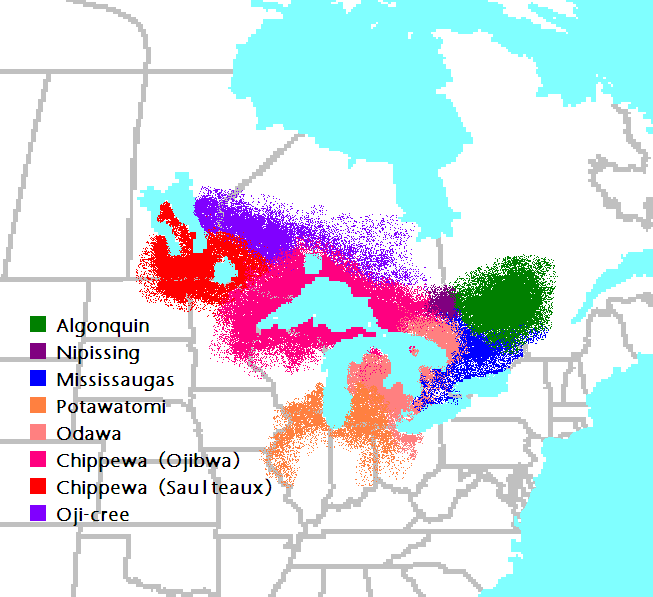
1800年頃のミシサガ族を含むアニシナーベ族系の分布

## 歴史
アニシナーベ族の伝承によると、ナイアガラの滝から「二つ目の集落」を出た辺り、エリー湖岸から現在のミシガン南部にアニシナーベ族主流派の一派が移り住み、物理的及び精神的にも「迷い込んだ（lost）」。ミシサガ族はクレジット川を北へ辿りジョージア湾までの辺りに移り住んだ。スペリオル湖湖岸からミシサギ川周辺のヒューロン湖北岸までの土地を伝統的な領土と考えていた。ミシサガ族は「ミディウィウィン（Midewiwin、良き生活に戻る道、医者の意）」が必要な場合にはアニシナーベ族主流派を頼った。アニシナーベ族主流派は「三火評議会（Council of Three Fires）」を形成し「三つ目の集落」（現代のデトロイト近辺）からジョージア湾東岸に沿って「四つ目の集落」（マニトゥーリン島）までの地域に移り住んだ。
1634年にフランスの探検者がやって来るようになる頃までには、ミシサガ族はミシサギ川からマニトゥーリン島に住み、アニシナーベ族の中でも独立した部族となっていた。ミシサギ川からカワーサ湖地域など南方へも移住した。そこからさらに分かれた一派が南西へ移動し、現在のトロントの西方のクレジット川流域へ移住した。そこ（現在のミシサガ市近辺）でフランス人がこの一派を「ミシサガ族」であると認知した。
「ミシサガ」の綴りは「Mississaga」「Massassauga」「 Missisauga」やそれぞれの複数形、またはミシサガ・インディアン等とも呼ばれる（日本語でも「ミシサガ」「ミシソガ」「ミシソーガ」「ミシサウガ」などと表記に揺らぎがある）。17世紀中頃にアニシナーベ語がワイアンドット語に替わりこの五大湖地方の共通語になるまでは、「ミシサガ」と言う名前はワイアンドット族から呼ばれていた外名であった。
1748年にコンラッド・ワイサーがペンシルバニア西部ログズタウンにて実施した調査によると、ミシサガ族のことを「ティサジクロアミ族（Tisagechroamis）」として認知しており、この名は当時既にフランス人と交流のあったヒューロン湖近辺の先住民族（ヒューロン族）の使用するワイアンドット語でそう呼んでいた。
アメリカ独立戦争の頃、1781年からイギリスの勅許会社はミシサガ族との何度もの取引で現在のオンタリオ州南部にて多くの土地を購入した。イギリスに忠誠を誓いアメリカ東部13植民地を離れた英国王党派に報いる土地を確保するためと、この地域で農場や都市開発を行なうためであった。21世紀に入って、カナダ政府はミシサガ族系ファーストネーション「ミシサガズ・オブ・ニュークレジット・ファーストネーション」に対し、18世紀に「購入」したという現トロントに当たる土地取引の際の未払い分の解決金として約1億4500万ドルを支払った。

## ミシソガ族が由来となったもの
- オンタリオ州南部の都市、ミシサガ市（The city of Mississauga）
- クサリヘビ科マムシ亜科のヒメガラガラヘビの洋名「マササガ・ラトルスネーク（Massassauga rattlesnake）」。
- フォート・ミシサガ（Fort Mississauga）：ナイアガラ・オン・ザ・レイクにある要塞。

## 今日のミシサガ族
過去にミシサガ族系ファーストネーションが5つ形成され、現在は改名、再構成等が行われ下記6つが存在している。
- ミシサガ・ファーストネーション（Mississauga First Nation）
- オルダービル・ファーストネーション（Alderville First Nation、旧名：ミシサガ・オブ・アルンウィック、現存）
- ミシサガズ・オブ・ニュークレジット・ファーストネーション（Mississaugas of the New Credit First Nation、旧ミシサガ・オブ・クレジットの流れを汲む）
- カーブレイク・ファーストネーション（Curve Lake First Nation、旧名：ミシサガ・オブ・マッドレイク）
- ハイアワーサ・ファーストネーション（Hiawatha First Nation、旧名：ミシサガ・オブ・ライスレイク）
- ミシサガズ・オブ・スキュゴグアイランド・ファーストネーション（Mississaugas of Scugog Island First Nation）

上記のうち最大のものはミシサガ・オブ・ニュークレジット・ファーストネーションで、2011年現在の人口は1,788人。上記すべてのミシサガ族のファーストネーションは20万人で形成されるオジブワ系ファーストネーションの一部である。